# Frankenthal (Morsbach)
Frankenthal ist ein Ortsteil von Morsbach im Oberbergischen Kreis im südlichen Nordrhein-Westfalen innerhalb des Regierungsbezirks Köln.

## Lage und Beschreibung
In ländlicher, waldreicher Umgebung liegt Frankenthal am südlichsten Zipfel des Oberbergischen Kreises. Die Städte Gummersbach (38 km), Siegen (50 km) sowie Köln (75 km) sind in wenigen Autominuten zu erreichen.
Benachbarte Frankenthaler Ortsteile sind Böcklingen im Süden, Hülstert im Westen, und Lichtenberg im Norden. 

## Geschichte
1860 wurde der Ort das erste Mal urkundlich erwähnt. Die Schreibweise der Erstnennung war Eigenienthal.